# 藤原誠子
藤原 誠子（ふじわら の ともこ、? - 応永32年12月9日（1426年1月17日）は、室町時代前期の女性。室町幕府第3代将軍・足利義満の側室。

## 生涯
出自は不明。初め足利義満の同母弟である足利満詮の正室となり、その間に地蔵院持円が生まれた。しかし後に足利義満の手がついて側室となり、その間の応永13年（1406年）に梶井義承が生まれている。応永32年（1425年）12月9日に死去。死後、従三位を贈られた。なお誠子の名は死後の贈位により授かったものである。墓所は義満の生母紀良子の塔所である嵯峨洪恩院。